# Мирза Абуль Касим Фарахани
Мирза Абуль Касим Фарахани(перс. سید ابوالقاسم قائم مقام فراهانی‎; род. 1 апреля, 1779 — 28 июня 1835) — премьер-министр (визирь) Ирана при Мохаммед-шахе,  государственный деятель. Персидский поэт. Известен также под именем Кайеммакам.

## Биография
Мирза Абуль Касим — сын Мирза Иса Фарахани. Родился в городе Эрак. Он носил титул «сеид», что указывает на возможное арабское происхождение его родословной от пророка Мухаммеда.
Кайеммакам (звание управляющего делами наследника персидского престола). Сын кайеммакама Мирза Иса Бозорка, занявший его пост после смерти отца в 1822 году. Политически ориентировался на англичан и находился у них на содержании. Ещё до приезда Грибоедова в Персии старался представить его иранскому правительству как опасного человека; враг русской миссии. Участвовал в Дей-Карганских переговорах ноября 1827 году.
Мирза Абуль-Касим был известен в Иране и как писатель. Его проза считалась образцом хорошего слога.